# Spathomeles moloch
Spathomeles moloch es una especie de coleóptero de la familia Endomychidae.

## Distribución geográfica
Habita en Filipinas.